# Dragojila Milek
Dragojila Milek (tudi Karolina Milek), slovenska učiteljica, pesnica in kulturna delavka, * 11. november 1850, Zalog, Ljubljana, † 22. julij 1890, Ljubljana.

## Življenje in delo
Rodila se je v družini nižjega uradnika na ljubljanskem magistratu Antonu in gospodinji Katarini Milek, rojeni Laban. Bila je druga v 2.družini, najstarejša je bila hči Viktorija; Dragojili so sledili še štirje bratje.  Kasneje se je družina preselila v Ljubljano (datum ni znan). Tu se je obiskovala šolalo pri uršulinkah, za učiteljske izpite pa pripravljala na zavodu Julije Moosove. Za tiste čase je bila zelo izobražena. Poleg nemščine je govorila še  francoski in italijanski jezik. V Kobaridu je prišla kot prva učiteljica jeseni 1872, ko je bil Simon Gregorčič tam kaplan. Bila je zelo prizadevna v šoli in izven nje. Uvedla je pouk v ženskih ročnih delih v šoli in za odrasle, ob koncu leta prirejala razstave, organizirala manjša praznovanja in božičnico, ko so s pomočjo krajanov pogostili in obdarovali otroke. Za cerkveno rabo je izdelovala predmete iz blaga in vodila ženski cerkveni pevski zbor. Bila je tajnica kobariške čitalnice ter režiserka amaterske gledališke skupine. S Simonom Gregorčičem, ki je bil vodja čitalnice, sta prirejala veselice (bésede) s petjem, deklamacijami in igrami. Bila je tudi pesniško nadarjena.
Gregorčič je našel v njej sorodno dušo. V obeh se je zbudilo ljubezensko hrepenenje, a sta kmalu spoznala, da je njuna ljubezen brezupna, saj na celibat ni bil obsojen samo on kot duhovnik, ampak tudi ona kot učiteljica, ker bi s poroko izgubila službo. Dekan Andrej Jekše je kot predstojnik modro ukrepal in Gregorčiča so prestavili v Rihemberk (sedaj Branik). Čustva ob ločitvi sta oba izpovedala v verzih: ona v pesmi Sloves, Gregorčič pa s kantato o »planinski roži« Ohrani Bog te v cveti!, ki jo je uglasbil Gustav Ipavec. Njej veljajo Gregorčičeve pesmi: Cvete, cvete pomlad, Dobre starke umne glave, Enkrat te v življenji sem videl samo, Kropiti te ne smem, Megla pade na ravnine, Ne zveni mi, Nikar, nikar se me ne boj, Stoji v planini vas in Ti meni svetlo solnce.
V Kobaridu je službovala do leta 1888. Dobro je poznala slovensko slovstvo. Naročena je bila na liste: Ljubljanski zvon, Učiteljski tovariš, Popotnik (List za šolo in dom), Vrtec (Časopis s podobami za slovensko mladost) in Zvon (Lepoznanski list, Dunaj) ter rusko Njivo. Za prispevke objavljene v Vrtcu je uporabljala psevdonim Petrovna, za Ljubljanski zvon pa Črnogorka. Sodelovala je tudi pri Popotniku (Črtica o preji in njeni obrtniji) ter v rokopisu pripravila knjigo Ženska ročna dela v ljudski šoli. Nabirala je narodne pesmi in za Frana Erjavca ljudska imena za rastline. Ker je bila šibkega zdravja, je leta 1885 odšla na daljši bolniški dopust in bila marca 1888 začasno upokojena, ob novem letu 1889 pa imenovana za učiteljico v Podzemlju v Beli krajini. Tu je kmalu zbolela za tuberkulozo (škofulozo) in umrla na domu svojih staršev. Za jetiko so že prej umrli trije njeni bratje. Z Gregorčičem se je dopisovala tudi po ločitvi, a se pisma niso ohranila. Njegova pisma in mnogo njenih pesmi je uničila sestra Viktorija, vseeno pa je ostal en zvezek, ki ga hrani Narodna in univerzitetna knjižnica . Pokopana je bila 24.7.1890, za kraj pokopa bi se bilo potrebno obrniti na župnijo Sv. Jakoba oz. Nadškofijo Ljubljana (kraj pokopa je naveden na mrliškem listu). Glede na časovno oddaljenost groba verjetno ni več. 